# Dorothy Salisbury Davis
Dorothy Salisbury Davis (* 16. April 1916 in Chicago, Illinois, USA; † 3. August 2014 in Palisades, New York) war eine US-amerikanische Schriftstellerin, die durch ihre Kriminalromane und -kurzgeschichten bekannt wurde.

## Leben
Dorothy Salisbury Davis verbrachte als Adoptivkind ihre Jugend bei der Glaubensgemeinschaft der Society of the Holy Child Jesus und erhielt ihre schulische Ausbildung in deren Holy Child High School im ländlichen Waukegan/Illinois. Nach dieser Zeit arbeitete Davis zunächst in der Werbebranche, später als Bibliothekarin. Während ihrer Tätigkeit bei Swift & Company in Chicago war sie Herausgeberin des Firmenmagazins The Merchandiser. Ihren ersten Roman The Judas Cat veröffentlichte sie 1949.

Davis wurde 1956 zur Präsidentin der Autorenvereinigung Mystery Writers of America gewählt und engagierte sich 1986/1987 u. a. gemeinsam mit Sara Paretsky, Nancy Pickard und Charlotte MacLeod beim Aufbau der US-amerikanischen Sisters in Crime (SIC); 1987 wurde sie Mitglied des ersten Präsidiums der SIC.

1946 heiratete sie den Charakterschauspieler Harry Davis, mit dem sie bis zu dessen Tod im Jahre 1993 zusammen lebte. Davis wohnte zuletzt in Palisades im Bundesstaat New York.

## Auszeichnungen